# Parlan
Parlan é uma comuna francesa na região administrativa de Auvérnia-Ródano-Alpes, no departamento de Cantal. Estende-se por uma área de 24,85 km². Em 2010 a comuna tinha 453 habitantes (densidade: 18,2 hab./km²).